# Стодолишче
Стодолишче (рус. Стодолище) насељено је место урбаног типа (рус. посёлок) на западу европског дела Руске Федерације. Насеље је смештено у јужном делу Починковског рејона на југозападу Смоленске области.
Према процени из 2014. у насељу су живела 3.745 становника. 

## Географија
Насеље се налази у јужном делу Починковског рејона на око 28 км југоисточно од административног центра рејона града Починока и на око 30 км северозападно од града Рославља. Кроз насеље пролази важан друмски правац Р120 који повезује Орел са Витепском. Кроз насеље такође пролази железница која повезује Орел са Ригом.

## Демографија
Према проценама националне статистичке службе за 2014. насеље је имало 3.745 становника.